# Håvard Bentdal Ingvaldsen
Håvard Bentdal Ingvaldsen (21 settembre 2002) è un velocista norvegese, ha vinto la medaglia d'oro ai Giochi europei nei 400 metri piani.

## Record nazionali
Seniores
- 400 metri piani: 44"39 ( Budapest, 20 agosto 2023)
- Staffetta 4x400m mista: 3'15"67 ( Chorzów, 25 giugno 2023)

## Progressione

### 400 metri piani
| Stagione | Misura | Luogo        | Data      | Rank. Mond. |
| -------- | ------ | ------------ | --------- | ----------- |
| 2023     | 44"39  | Budapest     | 20-8-2023 |             |
| 2022     | 45"98  | Bærums Verk  | 27-8-2022 |             |
| 2021     | 45"94  | Kristiansand | 10-9-2021 |             |
| 2020     | 49"15  | Kristiansand | 15-8-2020 |             |
| 2019     | 50"60  | Hamar        | 2-8-2019  |             |

### 400 metri piani indoor
| Stagione | Misura | Luogo       | Data      | Rank. Mond. |
| -------- | ------ | ----------- | --------- | ----------- |
| 2022/23  | 46"94  | Ulsteinvik  | 2-2-2023  |             |
| 2021/22  | 46"50  | Steinkjer   | 4-3-2022  |             |
| 2020/21  | 48"09  | Hvam        | 20-2-2021 |             |
| 2019/20  | 50"14  | Bærums Verk | 1-2-2020  |             |
| 2018/19  | 52"66  | Haugesund   | 2-2-2019  |             |

## Palmarès
| Anno | Manifestazione  | Sede      | Evento      | Risultato  | Prestazione | Note                                     |
| ---- | --------------- | --------- | ----------- | ---------- | ----------- | ---------------------------------------- |
| 2021 | Europei U20     | Tallinn   | 400 m piani | Bronzo     | 46"70       | Miglior prestazione personale            |
| 2021 | Europei U20     | Tallinn   | 4x400 m     | 8º         | 3'14"39     |                                          |
| 2022 | Mondiali indoor | Belgrado  | 400 m piani | Batteria   | 46"95       | [ 1 ]                                    |
| 2022 | Europei         | Monaco    | 400 m piani | Batteria   | 46"18       | Miglior prestazione personale stagionale |
| 2023 | Giochi europei  | Chorzów   | 400 m piani | Oro        | 44"88       | Record dei campionati                    |
| 2023 | Europei U23     | Espoo     | 400 m piani | Oro        | 45"13       | [ 2 ]                                    |
| 2023 | Mondiali        | Budapest  | 400 m piani | 6º         | 45"08       |                                          |
| 2024 | Europei         | Roma      | 400 m piani | Semifinale | 45"37       | Miglior prestazione personale stagionale |
| 2024 | Giochi olimpici | Parigi    | 400 m piani | Semifinale | 45"60       |                                          |
| 2025 | Europei indoor  | Apeldoorn | 400 m piani | Semifinale | 47"67       |                                          |

## Campionati nazionali
- 1 volta campione nazionale norvegese nei 400 metri piani (2021)
- 1 volta campione nazionale norvegese nei 200 metri piani (2023)

2020
- 6º ai campionati norvegesi (Bergen), 200 m - 22"82

2021
- Bronzo ai campionati norvegesi (Kristiansand), 200 m - 21"42
- Oro ai campionati norvegesi (Kristiansand), 400 m - 45"94

2022
- Argento ai campionati norvegesi indoor (Ulsteinvik), 400 m - 47"49
- ritirato in finale ai campionati norvegesi (Stjørdal), 400 m

2023
- Oro ai campionati norvegesi (Jessheim), 200 m - 20"68

## Altre competizioni internazionali
2021
- Bronzo ai Campionati europei a squadre - First League, ( Cluj-Napoca), staffetta 4x400 m - 3'08"42

2023
- 4º ai Bislett Games ( Oslo), 400 m piani - 44"84
- Oro ai Campionati europei a squadre - Prima divisione, ( Chorzów), 400 m piani - 44"88[3]
- 10º ai Campionati europei a squadre - Prima divisione, ( Chorzów), staffetta 4x400 m mista - 3'15"67
- Squalificati ai Campionati europei a squadre - Prima divisione, ( Chorzów), staffetta 4x100 m